# Repressão catabólica
A repressão catabólica e repressão pela glucose ocorre pela inibição da transcrição de diversos genes quando organismos como Saccharomyces cerevisiae são cultivados em fontes de carbono facilmente fermentáveis, como a glucose. Entres os genes que são reprimidos (i. é, não transcritos) encontram-se genes relacionados com o catabolismo de açúcares de fermentação lenta, genes da gluconiogénese e funções mitocondriais. 
Apesar de outros açúcares poderem ser responsáveis por fenómenos de repressão de genes, uma vez que a glucose é o açúcar com o maior poder de repressão, este processo é usualmente designado por repressão pela glucose. Este termo pode ser igualmente empregado para designar - além da repressão da transcripção de genes - taxas de degradação de mRNA e expressão de genes do controlo da eficiência da transcripção. A glucose é igualmente responsável por aumentar a taxa de degradação de proteínas e inibição de enzimas alvo - para que a utilização preferencial como fonte de carbono seja a glucose. (Klein, 1998)